# Complexe sportif de Dolbeau
Devenu le complexe sportif Desjardins de Dolbeau-Mistassini en février 2021 à la suite de travaux majeurs, ce centre est situé à Dolbeau-Mistassini, au Québec. On y trouve la piscine Rémabec à deux bassins, la glace Nutrinor et la palestre des bleuets, en plus de nombreuses salles multifonctionnelles pour y accueillir de nombreuses activités.
Les salles Jamec, Hydromec et Waskehengen, Mallette et Librairie centrale permette la pratique de différentes activités sportives et de loisirs. La loge Manoir cinq saisons offre une vue sur en hauteur sur la glace, en plus d'abriter un coin souvenir des anciens Castors de Dolbeau. Les salles Dolbeau Oxygène, Lussier Dale Parizeau et Transport Doucet permettent la tenue de rencontres de toute forme pour les administrateurs des lieux et les nombreux organismes utilisateurs du complexe.
L'aire de restauration Unibec permet pour sa part aux usagers de se ravitailler et offre un service de bar.
On y pratique le hockey, le patinage de vitesse, le patinage artistique. la danse, la gymnastique, le cardio-vélo, le yoga, plusieurs variétés de natation et d'aquaforme et bien plus[style à revoir].

## Histoire
En 1947, l'œuvre des terrains de jeux de Dolbeau amorce les démarches de construction d'un aréna. La Lake St. John Power and Paper participe au financement. Le coût s'élève à 101 000 $. C'est en 1952 qu'on y ajoute un système de glace artificielle.
En 1963, on y ajoute une salle attenante et le lieu est désormais désigné comme centre récréatif. La piscine extérieure est ajoutée sur cet emplacement en 1966. En 1985, avec la venue des Jeux du Québec, la ville de Dolbeau couvre et rattache la piscine à l'aréna en plus d'ajouter une espace appelé aréna de poche. Le lieu porte désormais le nom de complexe sportif de Dolbeau,.
En 2003 le Centre sportif en été l'hôte d'un concours d'homme fort, avec entre autres Hugo Girard.
En 2014, avec comme maire Richard Hébert, la Ville de Dolbeau-Mistassini entreprend des démarches pour remplacer l'ancienne piscine dont l'état révélait qu'une réparation était impossible. La désuétude est telle qu'une rupture de service peut survenir à tout moment. Le projet de construction prend forme et l'idée d'en faire un complexe d'envergue s'impose rapidement. Le milieu se mobilise pour créer une campagne de financement qui permettra de générer 1,5 M$ auprès des entreprises. Le montage financier inclut des aides des gouvernements du Québec et du Canada en plus d'un important investissement de la Ville. La MRC de Maria-Chapdelaine soutien pour sa part le fonctionnement du complexe pour une période de 10 ans.
Le complexe sportif Desjardins est inauguré au début 2021.